# ITS Cup
ITS Cup je profesionální tenisový turnaj žen na okruhu ITF, od roku 2021 zařazený do kategorie ITF 60 000 $. Založen byl v roce 2009. Koná se v Olomouci na antukových dvorcích Centra zdraví a sportu Omega.

## Přehled finále

### Dvouhra
| Rok  | vítězka                           | finalistka                        | výsledek                          |
| ---- | --------------------------------- | --------------------------------- | --------------------------------- |
| 2009 | Lucie Kriegsmannová               | Iveta Gerlová                     | 6–7, 6–2, 6–2                     |
| 2010 | Patricia Mayrová                  | Julia Mayrová                     | 6–2, 6–4                          |
| 2011 | Nastassja Burnettová              | Eva Birnerová                     | 6–1, 6–3                          |
| 2012 | María Teresa Torró Florová        | Alexandra Cadanțuová              | 6–2, 6–3                          |
| 2013 | Polona Hercogová                  | Katarzyna Piterová                | 6–0, 6–3                          |
| 2014 | Petra Cetkovská                   | Denisa Allertová                  | 3–6, 6–1, 6–4                     |
| 2015 | Barbora Krejčíková                | Petra Cetkovská                   | 3–6, 6–4, 7–6(7–5)                |
| 2016 | Jelizaveta Kuličkovová            | Jekatěrina Alexandrovová          | 4–6, 6–2, 6–1                     |
| 2017 | Bernarda Peraová                  | Kristýna Plíšková                 | 7–5, 4–6, 6–3                     |
| 2018 | Fiona Ferrová                     | Karolína Muchová                  | 6–4, 6–4                          |
| 2019 | Jesika Malečková                  | İpek Soyluová                     | 6–3, 6–4                          |
| 2020 | zrušeno kvůli pandemii koronaviru | zrušeno kvůli pandemii koronaviru | zrušeno kvůli pandemii koronaviru |
| 2021 | Sára Bejlek                       | Paula Ormaecheaová                | 6–0, 6–0                          |

### Čtyřhra
| Rok  | vítězky                                    | finalistky                                  | výsledek                          |
| ---- | ------------------------------------------ | ------------------------------------------- | --------------------------------- |
| 2009 | Iveta Gerlová Darina Šeděnková             | Martina Borecká Martina Kubičíková          | 6–4, 6–2                          |
| 2010 | Sandra Klemenschitsová Patricia Mayrová    | Lucie Kriegsmannová Iveta Gerlová           | 6–3, 6–1                          |
| 2011 | Michaëlla Krajiceková Renata Voráčová      | Julia Bejgelzimerová Elena Bogdanová        | 7–5, 6–4                          |
| 2012 | Inés Ferrer Suárezová Richèl Hogenkampová  | Julia Bejgelzimerová Renata Voráčová        | 6–2, 7–6                          |
| 2013 | Renata Voráčová Barbora Záhlavová-Strýcová | Martina Borecká Tereza Malíková             | 6–3, 6–4                          |
| 2014 | Petra Cetkovská Renata Voráčová            | Barbora Krejčíková Aleksandra Krunićová     | 6–2, 4–6, [10–7]                  |
| 2015 | Lenka Kunčíková Karolína Stuchlá           | Cindy Burgerová Kateřina Vaňková            | 1–6, 6–4, [12–10]                 |
| 2016 | Ema Burgićová Bucková Jasmina Tinjićová    | Katharina Lehnertová Anastasija Šošynová    | 7–5, 6–3                          |
| 2017 | Amandine Hesseová Victoria Rodriguezová    | Michaela Honcová Raluca Georgiana Serbanová | 3–6, 6–2, [10–6]                  |
| 2018 | Petra Krejsová Jesika Malečková            | Lucie Hradecká Michaëlla Krajiceková        | 6–2, 6–1                          |
| 2019 | Anastasia Detiuc Johana Marková            | Jesika Malečková Chantal Škamlová           | 6–3, 4–6, [11–9]                  |
| 2020 | zrušeno kvůli pandemii koronaviru          | zrušeno kvůli pandemii koronaviru           | zrušeno kvůli pandemii koronaviru |
| 2021 | Jessie Aneyová Anna Sisková                | Bárbara Gaticová Rebeca Pereirová           | 6–1, 6–0                          |